# Nättraby
Nättraby est une localité de Suède dans la commune de Karlskrona, dans le comté de Blekinge. En 2010, 3 109 personnes y vivent.